# Hypenidium
Hypenidium is een geslacht van insecten uit de familie van de Boorvliegen (Tephritidae), die tot de orde tweevleugeligen (Diptera) behoort.

## Soort
- H. graecum Loew, 1862